# بطولة الأمم الرئيسية للسيدات 1997
بطولة الأمم الرئيسية للسيدات 1997 (بالإنجليزية: 1997 Women's Home Nations Championship)‏ هو الموسم 2 من  بطولة الأمم الست للسيدات. أقيم خلال الفترة 12 يناير 1997 وحتى 9 مارس 1997، وكان عدد الأندية المشاركة فيه  4، وفاز فيه منتخب إنجلترا الوطني لاتحاد الرغبي للسيدات.